# Hornasjön
Hornasjön (Homasjön) är en sjö i Härryda kommun i Västergötland och ingår i Göta älvs huvudavrinningsområde. Sjön är 24 meter djup, har en yta på 1,18 kvadratkilometer och befinner sig 102,1 meter över havet. Sjön avvattnas av vattendraget Hornasjö Bäck. Vid provfiske har abborre och gädda fångats i sjön.
Hornasjön ligger två kilometer väster om Stora Härsjön och två kilometer norr om Härryda kyrka.  Sjön  ingår i Härsjöarnas fiskevårdsområde och Vildmarksleden går förbi sjön.
Vid Skårtorp finns en strand som består av klippor. Skårtorpsbadet har klipp- och sandbotten som längre ut övergår i sjöbotten. Badplatsen har en liten gräsmatta. Cirka 300 m till parkering.

## Delavrinningsområde
Hornasjön ingår i delavrinningsområde (640396-129044) som SMHI kallar för Utloppet av Hornasjön. Medelhöjden är 110 meter över havet och ytan är 3,22 kvadratkilometer. Det finns inga avrinningsområden uppströms utan avrinningsområdet är högsta punkten. Hornasjö Bäck som avvattnar avrinningsområdet har biflödesordning 5, vilket innebär att vattnet flödar genom totalt 5 vattendrag innan det når havet efter 42 kilometer. Avrinningsområdet består mestadels av skog (51 %). Avrinningsområdet har 1,17 kvadratkilometer vattenytor vilket ger det en sjöprocent på 36,4 %. Bebyggelsen i området täcker en yta av 0,39 kvadratkilometer eller 12 % av avrinningsområdet.